# Raphael Tracey
Ralph Tracey (6 de fevereiro de 1904 - 6 de março de 1975) foi um futebolista norte-americano. Ele competiu na Copa do Mundo de 1930, sediada no Uruguai, na qual os Estados Unidos terminou na terceira colocação dentre os treze participantes.